# Seguenza
Seguenza es un género de foraminífero bentónico Rumanoloculina es un género de foraminífero bentónico de estatus incierto, tal vez un género de Spirillinida, aunque inicialmente considerado un sinónimo posterior de Glomospira de la subfamilia Usbekistaniinae, de la familia Ammodiscidae, de la superfamilia Ammodiscoidea, del suborden Ammodiscina y del orden Astrorhizida. Su especie-tipo era Seguenza anomala. Su rango cronoestratigráfico abarcaba el Plioceno inferior.

## Discusión
Clasificaciones previas incluían Seguenza en el suborden Textulariina del orden Textulariida.

## Clasificación
```
Seguenza
 incluye a la siguiente especie:
```

- Seguenza anomala †, de posición taxonómica incierta